# Judo-Europameisterschaften 2000
Die Judo-Europameisterschaften 2000 fanden vom 18. bis zum 21. Mai in Breslau statt. Sechs Jahre nach den Europameisterschaften 1994 in Danzig fanden damit wieder Titelkämpfe in Polen statt. Die Judoka aus dem Gastgeberland hatten sechs Jahre zuvor sechs Medaillen erkämpft, darunter zweimal Gold. Diesmal war die Bronzemedaille für Robert Krawczyk die einzige Medaille.
Hatten im Vorjahr noch acht Judoka ihren Titel erfolgreich verteidigt, so gelang dies 2000 nur drei Titelträgerinnen von 1999. Gella Vandecaveye im Halbmittelgewicht gewann ihren fünften Titel in Folge. Céline Lebrun im Halbschwergewicht und Katja Gerber in der offenen Klasse erkämpften ihren zweiten Titel.

## Ergebnisse

### Männer
| Gewichtsklasse                 | Gold                 | Silber           | Bronze                              |
| ------------------------------ | -------------------- | ---------------- | ----------------------------------- |
| Superleichtgewicht (bis 60 kg) | Elçin İsmayılov      | Eric Despezelle  | Nestor Chergiani Cédric Taymans     |
| Halbleichtgewicht (bis 66 kg)  | Patrick van Kalken   | József Csák      | Georgi Georgiew Girolamo Giovinazzo |
| Leichtgewicht (bis 73 kg)      | Michel Almeida       | Witali Makarow   | Ferrid Kheder Giorgi Rewasischwili  |
| Halbmittelgewicht (bis 81 kg)  | Sergei Aschwanden    | Ricardo Echarte  | Robert Krawczyk Aleksei Budõlin     |
| Mittelgewicht (bis 90 kg)      | Adrian Croitoru      | Mark Huizinga    | Rasul Salimow Ruslan Maschurenko    |
| Halbschwergewicht (bis 100 kg) | Juri Stjopkin        | Daniel Gürschner | Iveri Jikurauli Franz Birkfellner   |
| Schwergewicht (über 100 kg)    | Dennis van der Geest | Tamerlan Tmenow  | Ernesto Pérez Frank Möller          |
| Offene Klasse                  | Aythami Ruano        | Selim Tataroğlu  | Aleksi Dawitaschwili Frank Möller   |

### Frauen
| Gewichtsklasse                 | Gold               | Silber               | Bronze                                |
| ------------------------------ | ------------------ | -------------------- | ------------------------------------- |
| Superleichtgewicht (bis 48 kg) | Laura Moise-Moricz | Ljubow Bruletowa     | Sarah Nichilo Julia Matijass          |
| Halbleichtgewicht (bis 52 kg)  | Laëtitia Tignola   | Georgina Singleton   | Ioana Maria Aluaș Deborah Gravenstijn |
| Leichtgewicht (bis 57 kg)      | Barbara Harel      | Pernilla Andersson   | Michaela Vernerová Jessica Gal        |
| Halbmittelgewicht (bis 63 kg)  | Gella Vandecaveye  | Séverine Vandenhende | Anna Sarajewa Sara Álvarez            |
| Mittelgewicht (bis 70 kg)      | Úrsula Martín      | Kate Howey           | Ulla Werbrouck Ylenia Scapin          |
| Halbschwergewicht (bis 78 kg)  | Céline Lebrun      | Chloe Cowen          | Uta Kühnen Anastassija Matrossowa     |
| Schwergewicht (über 78 kg)     | Karina Bryant      | Irina Rodina         | Christine Cicot Johanna Hagn          |
| Offene Klasse                  | Katja Gerber       | Lucia Morico         | Zwetana Boschilowa Tea Dongusaschwili |

## Medaillenspiegel
| Rang | Land                   | Gold | Silber | Bronze | Gesamt |
| ---- | ---------------------- | ---- | ------ | ------ | ------ |
| 1    | Frankreich             | 3    | 2      | 3      | 8      |
| 2    | Niederlande            | 2    | 1      | 2      | 5      |
| 2    | Spanien                | 2    | 1      | 2      | 5      |
| 4    | Rumänien               | 2    | –      | 1      | 3      |
| 5    | Russland               | 1    | 4      | 2      | 7      |
| 6    | Vereinigtes Königreich | 1    | 3      | –      | 4      |
| 7    | Deutschland            | 1    | 1      | 5      | 7      |
| 8    | Belgien                | 1    | –      | 2      | 3      |
| 9    | Aserbaidschan          | 1    | –      | 1      | 2      |
| 10   | Portugal               | 1    | –      | –      | 1      |
| 10   | Schweiz                | 1    | –      | –      | 1      |
| 12   | Italien                | –    | 1      | 2      | 3      |
| 13   | Schweden               | –    | 1      | –      | 1      |
| 13   | Türkei                 | –    | 1      | –      | 1      |
| 13   | Ungarn                 | –    | 1      | –      | 1      |
| 16   | Georgien               | –    | –      | 4      | 4      |
| 17   | Bulgarien              | –    | -      | 2      | 2      |
| 17   | Ukraine                | –    | -      | 2      | 2      |
| 19   | Estland                | –    | -      | 1      | 1      |
| 19   | Österreich             | –    | -      | 1      | 1      |
| 19   | Polen                  | –    | -      | 1      | 1      |
| 19   | Tschechien             | –    | -      | 1      | 1      |
|      | Total                  | 16   | 16     | 32     | 64     |